# Българско училище „Иван Вазов“ (Париж)
Българското училище „Иван Вазов“ (на френски: École bulgare "Ivan-Vazov") е съботно училище в Париж, основано през 2014 г. от асоциация „Христо Ботев“. Училището е признато, контролирано и подпомагано от българската държава, обучението отговаря на изискванията на Постановление на Министерския съвет № 90/29.05.2018 г. относно българските училища в чужбина.                                                                                                                                 Предлага се обучение по български език и литература, история и география на България според учебните планове и програми за българските училища в чужбина.                       Приемат се деца от 3 до 18 години. Училището се открива с 30-тина ученици, а през учебната 2022-2023 г. в него се обучават 159 деца.                                                                                                                      БУ „Иван Вазов“ развива три форми на обучение: присъствено, дистанционно и индивидуално. Издаваните удостоверения се признават в България. Директор на училището е доц. дпн Елена Сачкова.

## Присъствено обучение
Присъствената форма на обучение функционира всяка събота преди обед в съответствие с училищния календар на Париж. Учебните занятия на детската градина, началните и прогимназиалните класове започват в 9,15 ч. и завършват около 12 ч. в зависимост от участието или неучастието в извънкласна дейност. Всяко дете получава безплатен комплект от учебници и учебни тетрадки.
В детската градина има занятия по български език и литература, музика, ръчни дейности и дидактични игри.
В началния курс, освен занятията по български език и литература, децата получават знания по история и география на България в т.нар. „Час за България“.                                      Учебните предмети в прогимназията са български език и литература, история и география на България.
Извънкласни дейности:
- училищен хор, два танцови състава, театрално студио, училищна библиотека;
- различни инициативи: изработване на мартеници, подаряване на мартеници на деца от френски училища, ателие „Мила моя, мамо“, открит урок по родолюбие,[5] участия в мероприятия, организирани от български държавни и обществени институции;
- три виртуални студиа: студио по журналистика и творческо писане, вокално студио, студио по изобразително изкуство;
- любими форми за изява са коледното тържество и училищният празник в края на учебната година;
- творби на учениците се публикуват в училищния вестник „Вазовчета“, който се издава от ноември 2020 г., 4 броя годишно;
- учениците участват в десетки международни конкурси по литература, пеене, рисуване, рецитиране, фотография и др. Всяка година печелят над 100 престижни награди.

Училището се подпомага от българската държава и от парижкото кметство, което му предоставя модерна сграда. Има стаи, които са оборудвани за деца от детската градина, други – за по-големи ученици. Два салона служат за извънкласни дейности и празници.

## Дистанционно обучение
Българско училище „Иван Вазов“ в Париж е първото виртуално училище във Франция. Създадено е в сътрудничество с фирма «Ведамо» и със Софийския университет. Използваната електронна платформа е модерна, добре функционираща, даваща възможност на учителите и децата да комуникират в реално време. Чрез дистанционното обучение през учебната 2022-2023 година ученици от шестнадесет държави овладяват българския език и култура. Занятията се провеждат в събота следобед или в друг ден. 
Българският език като майчин се преподава в подготвителната група, началната, прогимназиалната и гимназиалната степен. От 2022 г. се предлага и обучение по български чужд език в съответствие с Общата европейска езикова рамка.
В началния курс се отбелязват български календарни празници, а от 5 до 12 клас историята и географията на България са учебни предмети.
Извънкласни дейности:
- има три виртуални студиа: студио по журналистика и творческо писане, вокално студио, студио по изобразително изкуство;
- творби на учениците се публикуват в училищния вестник „Вазовчета“, който се издава от 2020 г., 4 броя годишно;
- учениците участват в десетки международни конкурси по литература, пеене, рисуване, рецитиране, фотография и др. Всяка година печелят над 100 престижни награди.

## Изпитен център
От февруари 2020 г. училище „Иван Вазов“ е лицензиран център за провеждане на изпити по български чужд език, отговарящи на нивата в Общата европейска езикова рамка. Училището е домакин на изпита, който се провежда дистанционно от Департамента за езиково обучение (ДЕО-ИЧС) при СУ „Св. Климент Охридски“. На издържалите успешно изпита се издава удостоверение, което се признава в целия свят.                                                                                                                                                                                                        Ученици от български училища в чужбина, както и възрастни хора, имат възможност да се явят на изпита. Той е особено атрактивен за младежите, които желаят да продължат образованието си в България, защото висшите учебни заведения могат да признаят оценката от сертификата на Софийския университет като балообразуваща. Всяка пролет се организира групова изпитната сесия, а индивидуални кандидати се явяват по всяко време.